# Cantó de Chapèla de Vercòrs
El cantó de Chapèla de Vercòrs és un cantó francès del departament de la Droma, situat al districte de Diá. Té 5 municipis i el cap és Chapèla de Vercòrs.

## Municipis
- Chapèla de Vercòrs
- Sant Anhan de Vercòrs
- Sant Julian de Vercòrs
- Sant Martin de Vercòrs
- Vassieux-en-Vercors

## Història
| Data d'elecció                           | Identitat             | Partit                               | Qualitat |
| ---------------------------------------- | --------------------- | ------------------------------------ | -------- |
| 1951-1964                                | M. Bernard            | centrista                            |          |
| 1964-1970                                | Maurice-René Simmonet | CD                                   |          |
| 1970-1981                                | Aimé Revol            | Divers droite, després Divers gauche |          |
| 1981-1988                                | Louis Bonthoux        | Divers droite                        |          |
| 1988-1994                                | Jacques Roux          | Divers gauche                        |          |
| 1994-2008                                | Jacques Clot          | RPR, després UMP                     |          |
| 2008-                                    | Claude Vignon         | Divers gauche                        |          |
| les dades anteriors no són pas conegudes |                       |                                      |          |
|                                          |                       |                                      |          |